# 부산 경남 행정 통합
부산 경남 행정 통합은 부산광역시, 경상남도를 통합하여 출범하는 지역 행정 현안 사업이다.

## 같이 보기
- 부산광역시
- 경상남도
- 행정안전부